# Герб Ирландии
Герб Ирландии представляет собой золотую арфу с серебряными струнами (cláirseach) в лазоревом (синем) поле. Арфа долгое время была геральдическим символом Ирландии. В современном виде герб утверждён 9 ноября 1945 года.

## Арфа как символ Ирландии
Легенда гласит, что первая гэльская арфа была дарована богами правителю Дагде, однако боги холода и тьмы похитили её, после чего добрые боги света и солнца отыскали её и вернули владельцу, чтобы тот играл, принося музыкой радость людям. Арфа признаётся символом Ирландии с XIII века. Ирландия является единственной страной в мире, государственным символом которой служит музыкальный инструмент, арфа символизирует важность музыки в ирландской культуре и древность её традиций. Археологи находят на территории Ирландии кельтские арфы, датируемые XII веком. Сохранившиеся древние экземпляры относятся к XV веку.
Арфа изображалась на ирландских монетах при королях Иоанне и Эдуарде I. Арфа была принята как символ нового Королевства Ирландии, образованного Генрихом VIII в 1541 г., и появилась на валюте государства.
После объединения Ирландии, Англии и Шотландии при Якове I Английском в марте 1603 года арфа появилась на третьей четверти королевского герба Соединённого Королевства, после чего вошла составной частью во многие производные гербы.
Арфа также была выбрана символом независимой Ирландии и продолжала оставаться государственной эмблемой после принятия конституции 1937 года. Изображение арфы в настоящее время используется на монетах, паспортах, официальных документах государства, а также на печатях президента и правительства Ирландии.

## Галерея

Герб феодального владения Ирландия
Геральдический символ Ирландии, созданный в эпоху Тюдоров, отличается от герба Ирландии тем, что был увенчан королевской короной
Герб Королевства Ирландия с 1707 года
Эмблема Ирландии в годы вхождения в состав Британской империи
Герб Соединённого королевства с Ирландской арфой в третьей части гербового щита
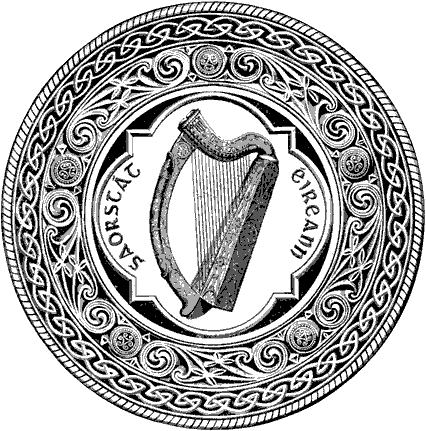
Большая печать Ирландского свободного государства
Гербы четырёх ирландских провинций формируют один из вариантов исторического герба Ирландии